# Суперкубок Киргизстану з футболу
Суперкубок Киргизстану з футболу — одноматчевий турнір, у якому грають володар кубка Киргизстану і чемпіон попереднього сезону. У випадку, якщо кубок і чемпіонат виграла одна команда, то в суперкубку грають перша і друга команди чемпіонату.

## Історія
Був заснований в 2011 році, коли брали участь переможці Чемпіонату 2010 та Кубку Киргизстану 2010 року. Турнір складається з одного матчу. У 2012-13 роках переможця визначали за підсумком двох матчів. У 2015 та 2020 роках турнір не проводився.

## Розіграші
| Рік  | Переможець           | Рахунок              | Фіналіст             |
| ---- | -------------------- | -------------------- | -------------------- |
| 2011 | Нефтчі (Кочкор-Ата)  | 2:1 дч               | Дордой               |
| 2012 | Дордой               | 3:1; 2:0             | Абдиш-Ата            |
| 2013 | Дордой               | 3:0; 3:2             | Алга                 |
| 2014 | Дордой               | 3:0                  | Алай                 |
| 2015 | турнір не проводився | турнір не проводився | турнір не проводився |
| 2016 | Абдиш-Ата            | 1:0                  | Алай                 |
| 2017 | Алай                 | 4:1                  | Дордой               |
| 2018 | Алай                 | 2:2 пен. 4:2         | Дордой               |
| 2019 | Дордой               | 2:1                  | Алай                 |
| 2020 | турнір не проводився | турнір не проводився | турнір не проводився |
| 2021 | Дордой               | 3:1 дч               | Алай                 |
| 2022 | Дордой               | 1:1 пен. 5:4         | Нефтчі (Кочкор-Ата)  |
| 2023 | Алай                 | 1:0                  | Абдиш-Ата            |
| 2024 | Абдиш-Ата            | 1:0                  | Мурас Юнайтед        |
| 2025 | Абдиш-Ата            | 0:0 пен. 4:3         | Мурас Юнайтед        |

## Титули
| Клуб                | Кількість перемог | Роки перемог                       | Кількість фіналів | Роки поразок           |
| ------------------- | ----------------- | ---------------------------------- | ----------------- | ---------------------- |
| Дордой              | 6                 | 2012, 2013, 2014, 2019, 2021, 2022 | 3                 | 2011, 2017, 2018       |
| Алай                | 3                 | 2017, 2018, 2023                   | 4                 | 2014, 2016, 2019, 2021 |
| Абдиш-Ата           | 3                 | 2016, 2024, 2025                   | 2                 | 2012, 2023             |
| Нефтчі (Кочкор-Ата) | 1                 | 2011                               | 1                 | 2022                   |
| Мурас Юнайтед       | -                 | -                                  | 2                 | 2024, 2025             |
| Алга                | -                 | -                                  | 1                 | 2013                   |